# Фауна Катара
Фа́уна Ка́тара — исторически сложившаяся совокупность видов животных, обитающих на территории Государства Катар и входящих во все её биогеоценозы. Так, в Катаре обитает ряд небольших по своим размерам животных, ведущих ночной образ жизни, рептилий, представленных преимущественно ящерицами, и членистоногих. В прибрежных водах распространены различные виды рыб, мелкие креветки и жемчужницы. В весенний и летний период в пустыню и в район береговой линии мигрирует огромное количество птиц разных видов. В начале 1990-х годов в результате раскрытия промышленного потенциала городов и скачка в развитии сельского хозяйства произошло увеличение количества видов птиц, обитающих на территории страны.

## Позвоночные

### Птицы
На территории Катара обитают птицы двухсот пятнадцати видов. Так, именно в пустыню и в район береговой линии в весенний и летний периоды мигрирует огромное количество птиц. В течение всего года в районе береговой линии гнездятся чайки, крачки, камнешарки, песчанки, морские зуйки, цапли и персидские бакланы. Весной в пустыне встречаются удоды, хохлатые и чёрнобрюхие воробьиные жаворонки. Весной и осенью в районе береговой линии встречаются ласточки, стрижи, воронки, славки, горихвостки, птицы семейства сорокопутовые, каменки, трягогузки, луни и соколы, в том числе пустельги. Зимой в пустыню мигрируют кулики, чайки, лусыхи и малые поганки. Непосредственно на самом полуострове размножаются лишь шилоклювки и красноклювые фаэтоны.
Также в конце XX века в историко-географической области Катара Рас Абрук были обнаружены с 1945 года считавшиеся в стране вымершими страусы, продолжительность жизни которых среди птиц считается наибольшей.

### Млекопитающие
На территории Катара распространены млекопитающие двадцать одного вида. Так, крупные по своим размерам аравийский орикс и аравийская газель (именующаяся местными жителями гим), представляющая собой единственный вид газели, встречающийся в Катаре, находятся под охраной государства и содержатся в различных заповедниках.
К северу от Катарского полуострова, в части вод Персидского залива, принадлежащих Катару, находится одна из крупнейших в мире популяций дюгоней, к тому же являющихся крупнейшими млекопитающими Катара. В пустыне обитают лисицы двух видов, а также барханные кошки, использующие подчас в качестве укрытия оставленные лисьи норы. В юго-западной части полуострова распространены ратели, или попросту медоеды. В 2008 году в историко-географической области Катара Рас Абрук были обнаружены с 1950-х годов считавшиеся в стране вымершими обыкновенные шакалы. Также в Катаре обитают белобрюхие стрелоухи и обыкновенные трезубценосы, численность популяции которых существенно превышает численность популяции первых. В стране находится крупнейшее скопление верблюдов на Среднем Востоке.

### Рептилии
На территории Катара обитают ящерицы 21 вида, 9 из которых принадлежат семейству гекконовые. Также среди них встречаются ящерицы четырёх видов семейства Настоящие ящерицы, трёх видов семейства агамовые, двух видов семейства сцинковые и одного вида семейств варановые, сферодактилиды и трогонфисы. Также в стране встречается рогатая гадюка, однако её популяция довольно-таки ничтожна.

### Рыбы
В части вод Персидского залива, принадлежащей Катару, обитают рыбы 165 видов. Преимущественно встречаются ставридовые, рыбы-ворчуны, летриновые и луциановые. Также распространены барабулевые, акулы, груперы, барракуды, пальцепёрые, ящероголовые и сиганы, однако в существенно меньших количествах.
В водах, прилежащих к северо-восточному побережью полуострова, находится крупнейшая в районе Катарского полуострова концентрация рыб.

## Беспозвоночные
В части вод Персидского залива, прилегающей к Катарскому полуострову, преимущественно распространены ракообразные рода Penaeus, а также metapenaeus elegans, metapenaeus stebbingi и metapenaeus stebbingi и лопатоносые лангусты.
В районе Катарского полуострова находится более двухсот устричных отмелей, на которых обитают жемчужницы вида Pinctada margaritifera. Непосредственно на территории полуострова обитают брюхоногие пяти видов, каждый из которых принадлежит определённому роду, однако наибольшее распространение получили брюхоногие вида Zootecus insularis. Первоначально в районе Катарского полуострова какие бы то ни было брюхоногие распространены не были; таким образом, их сюда занёс человек. В ваттах и иных водно-болотных угодьях Катарского полуострова получили огромное распространение как брюхоногие, так и полихеты, двустворчатые моллюски и десятиногие ракообразные.
На территории Катарского полуострова распространены насекомые 170 видов по меньшей мере, входящих в состав 15 порядков, в том числе щетинохвостки, подёнки, стрекозы, прямокрылые, кожистокрылые, эмбии, термиты, тараканообразные, вши, полужесткокрылые, сетчатокрылые, чешуекрылые, двукрылые, жесткокрылые и перепончатокрылые.